# Tremetousia
Tremetousia (în greacă Τρεμετουσιά, local [tremetuˈʃa]]; turcă Tremeşe sau Erdemli, în tradiția ortodoxiei române Trimitunda) este un sat în Districtul Larnaca din Cipru, situat la 7 km est de Athienou. Acesta este singurul dintre cele patru sate din district sub controlul de facto al Ciprului de Nord, celelalte trei fiind Arsos, Melouseia și Pergam.
Satul este succesorul orașului antic Tremithus, menționat de Ptolemeu, Hierocles, Gheorghe al Ciprului, și alți geografi antici. Uzurpatorul Isaac Comnenul al Ciprului a fost învins aici, în 1191 de către Richard Inimă de Leu, care ulterior a intrat în posesia Ciprului. Orașul a fost apoi distrus și supraviețuiește doar prin satul cu același nume.
În 2011, populația satului era de 169 locuitori.

## Episcopii de Tremithus
Cel mai faimos dintre episcopii din Tremithus este Sfântul Spiridon al Trimitundei, al cărui cult este răspândit în întreaga Biserica Ortodoxă. Alții, venerați ca sfinți au fost Arcadie și Sfântul Nestor. Sfântul Spiridon însuși a participat la Primul sinod de la Niceea (325), Theopompus în Primul Consiliu de la Constantinopol în 381, Teodor, autorul biografiei Sfântului Ioan Gură de aur, în al Treilea Consiliu de la Constantinopol din 681, Gheorghe, în cel de-al Doilea sinod de la Niceea în 787. Un alt Spiridon este menționat în 1081.